# Elive

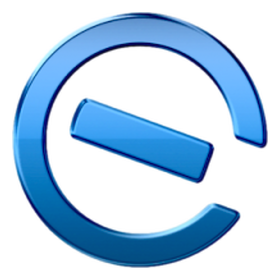

Elive är ett operativsystem baserat på Debian 10 Buster. Elive använder sig av Enlightenment som skrivbordsmiljö och levereras som ett live-system. Detta innebär att systemet kan köras utan att installeras från ett usb-minne eller en CD på datorn. Systemet kan därefter installeras på hårddisken.
Elive kom till världen omkring 2005 och var från början ett privat experiment av systemets utvecklare. Följande positivt mottagande beslutade sig utveckla att släppa en version för allmänheten som kom ungefär två månader senare.

## Om Elive
Elive använder Debians programförråd (Buster för betaversionen, Wheezy för den äldre stabila versionen) och har dessutom egna förråd med mer än 2500 programvaror som innehåller specifika modifikationer för Elive för bättre funktioner.
Elive levereras med program såsom Libreoffice, Chromium, Mozilla Thunderbird, VLC media player, Gimp, Blender, Skype, Virtual Box och Shotwell. Operativsystemets äldre stabila utgåva har 3D-effekter utan att behöva ett accelererat grafikkort tack vare integration mellan E17 och Compis.
Betaversion stödjer den senaste Linuxkärnan och finns i både 32- och 64-bitars version men använder den äldre och stabilare skrivbordsmiljön E16 i stället för E17 på grund av kompatibilitetsproblem med Debian stable. Det går att uppgradera till den ännu nyare E23 vilken kommer att bli den framtida versionen för Elive.

## Utgåvor
Stable version 3.0.3. Är baserad på Debian Wheezy och E17. Kan köras på alla datorer från och med Pentium och nyare.
Beta. Finns i två versioner, 32- eller 64-bitars. 64-bitarsutgåvan bjuder på bättre hårdvarustöd och även mjukvaran fungerar bättre. Förutom detta finns inga direkta skillnader mellan Stable och Beta.

## Systemkrav
Minimikrav för att kunna köra Elive 32-bitars version är:
- 300Mhz CPU
- 256 MB RAM
- Minst 5GB ledigt diskutrymme
- Grafikkort med minst upplösning 640 × 480.
- CD-rom eller möjlighet att starta från usb.

Den grundläggande konfigurationen för att få en användbar dator för dagligt bruk skulle kunna vara en Pentium 4, 2GB RAM, 30GB hårddisk och ett grafikkort med accelererad grafik.  Minimikraven ger ett fullt användbart system men kan inte hantera moderna webbläsares hårdvarukrav. Så Firefox eller Chromium kommer inte att fungera särskilt bra varför Elive levereras med några ”lättare” webbläsare som t.ex. Netsurf trots att dessa inte kan visa alla sajter korrekt.